# Campionato europeo maschile under 17 di calcio 2005
Il campionato europeo di calcio Under-17 2005 è la quarta edizione del campionato europeo di calcio Under-17, dopo la rinominazione del torneo originale Under-16, avvenuta nel 2001.
Il torneo si è svolto in Italia, precisamente in provincia di Pisa, tra il 3 e il 14 maggio 2005, ed è stato vinto dalla Turchia che ha battuto in finale i Paesi Bassi per 2-0.

## Squadre partecipanti
Le squadre che si contendono la vittoria finale in Italia sono le seguenti:
- Italia (Paese ospitante)
- Bielorussia
- Inghilterra
- Paesi Bassi
- Israele
- Croazia
- Svizzera
- Turchia

## Fase finale

### Primo turno

#### Gruppo A
| squadra     | P.ti | G | V | N | P | GF | GS | DR |
| ----------- | ---- | - | - | - | - | -- | -- | -- |
| Italia      | 6    | 3 | 2 | 0 | 1 | 2  | 1  | +1 |
| Turchia     | 6    | 3 | 2 | 0 | 1 | 8  | 4  | +4 |
| Inghilterra | 3    | 3 | 1 | 0 | 2 | 6  | 4  | +2 |
| Bielorussia | 3    | 3 | 1 | 0 | 2 | 2  | 9  | −7 |

| Arbitro: | Jouni Hietala |

|  |           |                                              |
|  | Marcatori | 19’ Weston 44’ 55’ Ephraim 44’ (rig.) Garner |

| Arbitro: | Cristian Balaj |

|              |           |  |
| Russotto 50’ | Marcatori |  |

| Arbitro: | Pavel Olsiak |

|  |           |           |
|  | Marcatori | 57’ Kisly |

| Arbitro: | Pavel Kralovec |

|                        |           |                |
| Köse 21’ 32’ Şahin 71’ | Marcatori | 41’ 60’ Garner |

| Arbitro: | Bernardino González Vázquez |

|  |           |                     |
|  | Marcatori | 35’ (rig.) Russotto |

| Arbitro: | Svein Oddvar Moen |

|                                              |           |             |
| Köse 38’ (rig.) 44’ 66’ Deniz Yılmaz 67’ 69’ | Marcatori | 50’ Sivakov |

#### Gruppo B
| squadra     | P.ti | G | V | N | P | GF | GS | DR |
| ----------- | ---- | - | - | - | - | -- | -- | -- |
| Croazia     | 7    | 3 | 2 | 1 | 0 | 11 | 6  | +5 |
| Paesi Bassi | 5    | 3 | 1 | 2 | 0 | 4  | 3  | +1 |
| Svizzera    | 4    | 3 | 1 | 1 | 1 | 5  | 5  | 0  |
| Israele     | 0    | 3 | 0 | 0 | 3 | 3  | 9  | −6 |

| Arbitro: | Pavel Kralovec |

|  |           |                                  |
|  | Marcatori | 13’ Halimi 42’ Gashi 48’ Rakitić |

| Arbitro: | Bernardino González Vázquez |

|                               |           |                               |
| Kalinić 29’ Bačelić-Grgić 67’ | Marcatori | 81’ Vothoren 84’ van der Laan |

| San Giuliano Terme 5 maggio 2005, ore 16:00 CEST 2ª giornata | Svizzera          | 0 – 0 | Paesi Bassi | \| Arbitro: \| Svein Oddvar Moen \| |
| Arbitro:                                                     | Svein Oddvar Moen |       |             |                                     |

| Arbitro: | Jouni Hietala |

|                           |           |                                              |
| Kayal 40’ Bar Buzaglo 47’ | Marcatori | 42’ 69’ Vidović 67’ (aut.) Tobi 79’ G. Radoš |

| Arbitro: | Pavel Olsiak |

|                          |           |            |
| Sarpong 37’ Biseswar 65’ | Marcatori | 7’ Snappir |

| Arbitro: | Cristian Balaj |

|                              |           |                                                                      |
| Halimi 28’ Lovren 60’ (aut.) | Marcatori | 50’ 77’ (rig.) Kalinić 53’ Mehmedagić 68’ Vidović 79’ (aut.) Staubli |

### Semifinali
| Squadra 1 | Risultato | Squadra 2   |
| --------- | --------- | ----------- |
| Italia    | 0 - 1     | Paesi Bassi |
| Croazia   | 1 - 3     | Turchia     |

| Arbitro: | Cristian Balaj |

|  |           |             |
|  | Marcatori | 89’ Zaalman |

| Arbitro: | Pavel Olsiak |

|              |           |                                   |
| G. Radoš 69’ | Marcatori | 26’ 61’ Özgürcan Özcan 73’ Duruer |

### Finale per il 3º posto
| Squadra 1 | Risultato | Squadra 2 |
| --------- | --------- | --------- |
| Italia    | 2 - 1     | Croazia   |

| Arbitro: | Pavel Kralovec |

|                                  |           |             |
| De Silvestri 59’ Di Gennaro 102’ | Marcatori | 60’ Kalinić |

### Finale
| Squadra 1   | Risultato | Squadra 2 |
| ----------- | --------- | --------- |
| Paesi Bassi | 0 - 2     | Turchia   |

| Arbitro: | Bernardino González Vázquez |

|  |           |                           |
|  | Marcatori | 46’ Deniz Yılmaz 51’ Köse |